# Angol Kamarazenekar
Az Angol Kamarazenekar, (English Chamber Orchestra), népszerű rövidítése (ECO) londoni székhelyű, 1960-ban alapított, a világ élvonalába tartozó nem állandó tagokból álló együttes. A legtöbb lemezfelvételt készített kamarazenekarok egyike első patrónusa Benjamin Britten volt, ötvenéves fennállásuk alatt kiadott lemezeik száma meghaladja a 800-at, felvételeiken neves szólisták közreműködésével több mint 400 zeneszerző művét rögzítették lemezre.

## Története

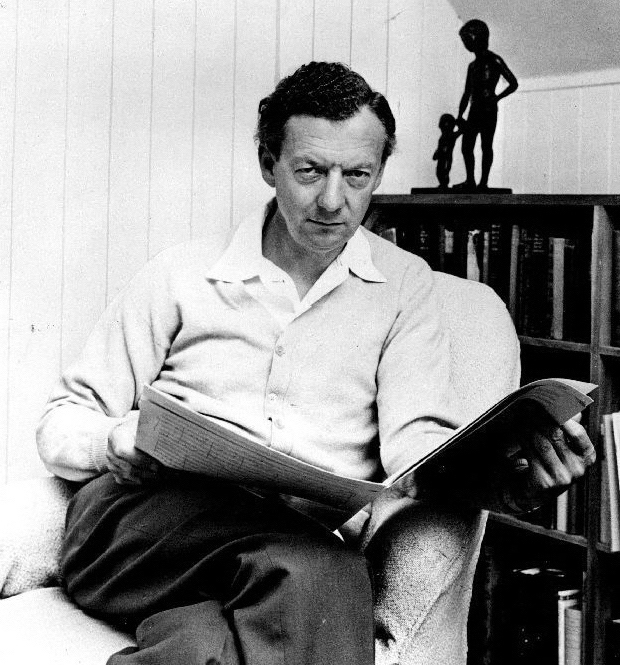
Benjamin Britten, a zenekar első patrónusa

### Alapítás, első évtized
Az Angol Kamarazenekar (ECO) gyökerei az 1948-ban alapított Goldsbrough Orchestráig nyúlnak vissza; a kezdetben barokk művek előadására alakult együttes 1960-ban vette fel jelenlegi nevét. A zenekar első patrónusa Benjamin Britten volt 1976-ban bekövetkezett haláláig.
Az 1960-as évek, a zenekar történetének első évtizede egyik jelentős eseményei közé tartozott a Queen Elizabeth Hall 1967-ben történt megnyitása, a koncerttermet a zenekar és Britten kezdeményezésére kamarazenei koncertekre tervezték, melynek megnyitó ünnepségén II. Erzsébet királynő is jelen volt.
Az együttes fokozatosan bővítette repertoárját, a barokk zenén kívül klasszikus, romantikus művek előadásával. Jelentős zenei hatással volt az ECO-ra, Daniel Barenboimmal való hosszú együttműködés, aki az 1967-es évben kezdte el Mozart összes zongoraversenyének élő koncertjeiből készült lemezfelvételét, valamint az együttes a BBC által először színesben közvetített koncertjének zenekara is volt.

### Az 1970-es évektől
1977 óta a zenekar patrónusa Károly walesi herceg, ennek köszönhetően a kamarazenekar számos, a királyi család számára rendezett eseményen szerepelt, köztük Erzsébet anyakirályné 90. születésnapi ünnepségén 1990-ben, 1998-ban a walesi herceg 50. születésnapja alkalmából rendezett koncerten, valamint az első, a Buckingham-palotából (Buckingham Palace) közvetített koncert együttese is volt.
1980-ban Jeffrey Tate lett az ECO első vezető karmestere, közösen felvették Mozart összes és Haydn késői szimfóniáit, szintén az EMI számára, valamint Mozart összes zongoraversenyét Murray Perahiával a CBS égisze alatt. Ucsida Micukóval 1991-ben Mozart halálának 200. évfordulóján a londoni Barbican Centerben kronologikus sorrendben előadták Mozart 1770 és 1791 között komponált összes jelentősebb művét egy 21 koncertből álló koncertsorozat keretén belül.

## Szólisták, vendégkarmesterek
A zenekarral fellépő művészek közül néhányat sorolva: Vladimir Ashkenazy, Janet Baker, Daniel Barenboim, Benjamin Britten, Colin Davis, Plácido Domingo, Kiri te Kanawa, Raphael Kubelik, Raymond Leppard, Yehudi Menuhin, David Ojsztrah, Luciano Pavarotti, Murray Perahia, Itzhak Perlman, Andre Previn, Karl Richter, Mstislav Rostropovich, Solti György, Isaac Stern, Ucsida Micuko, Pinchas Zukerman, Maxim Vengerov, Radu Lupu, Hilary Hahn és Sarah Chang.

## Filmzenék
A zenekart számos filmzene felvételre kérték fel, köztük a Dario Marianelli díjnyertes filmjeinek, az Atonement és a Pride and Prejudice valamint több James Bond-filmnek a zenéjét ők játszották, de további film és TV projektekben is részt vett.